# Christian Jung (Politiker)
Christian Jung (* 20. Dezember 1977 in Heidelberg) ist ein deutscher Politiker der Freien Demokratischen Partei (FDP). Von 2017 bis April 2021 war er Mitglied des Deutschen Bundestages. Seit Mai 2021 ist er Mitglied des Landtags von Baden-Württemberg.

## Leben
Von 1998 bis 2004 studierte er Geschichte zum Lehramt am Gymnasium an der Universität Heidelberg, ab 1999 als Stipendiat der Konrad-Adenauer-Stiftung. Dort wurde er 2006 mit einer Arbeit über die DDR-Geschichte promoviert. Seit 2007 war Jung als Gymnasiallehrer tätig, u. a. am Hohenstaufen-Gymnasium Eberbach, und seit 2012 als Studiendirektor an den Ellentalgymnasien in Bietigheim-Bissingen.
Von September 2018 bis Dezember 2021 war er geschäftsführender Gesellschafter der Synektik Media Services GmbH, Weingarten/Baden, einer PR-Agentur, welche sich Anfang des Jahres 2023 auflöste.

## Politik
Christian Jung war von 1993 bis 2011 Mitglied der CDU. Von 1999 bis 2010 war Jung Stadtratsmitglied und zuletzt Vorsitzender der CDU-Fraktion in Neckargemünd. 
Bei der Bundestagswahl 2017 wurde Jung für die FDP in den 19. Deutschen Bundestag gewählt. Dort war er Mitglied des Ausschusses für Verkehr und digitale Infrastruktur und ab 2019 Obmann der FDP-Fraktion im 2. Untersuchungsausschuss der 19. Wahlperiode zur Pkw-Maut.
Bei der Landtagswahl in Baden-Württemberg 2021 trat er für seine Partei im Wahlkreis Bretten an und zog über ein Zweitmandat in den Landtag von Baden-Württemberg ein. Daraufhin legte er sein Bundestagsmandat Ende April nieder. Für ihn rückte Christopher Gohl nach. Bei der Bundestagswahl 2021 wurde er zwar erneut über die Landesliste seiner Partei in den Bundestag gewählt, verzichtete jedoch auf sein Mandat, um sich auf sein Landtagsmandat zu konzentrieren. Für ihn rückte Claudia Raffelhüschen nach.

## Privates
Jung ist katholisch, verheiratet und Vater von zwei Kindern.

## Schriften
- Geschichte der Verlierer: historische Selbstreflexion von hochrangigen Mitgliedern der SED nach 1989, Winter, Heidelberg 2007, ISBN 978-3-8253-5308-7.

## Einzelbelege
1. ↑  Impressum. Abgerufen am 29. April 2019.
2. ↑  Synektik Media Services GmbH, Weingarten (Baden). Abgerufen am 16. November 2023.
3. ↑  Über mich – Christian Jung. Abgerufen am 23. Februar 2019.
4. ↑  Christian Jung: Bericht des Bundesrechnungshofs lesen und ernst nehmen! In: Privatbahn Magazin. Nr. 4/2020. Bahn-Media Verlag GmbH & Co. KG, Juli 2020, ISSN 1865-0163, S. 9.
5. ↑  Deutscher Bundestag - 2. Untersuchungsausschuss. Archiviert vom Original am 31. März 2020; abgerufen am 26. März 2024.
6. ↑  Kein Doppelmandat für badischen FDP-Politiker. In: Stuttgarter Nachrichten. 22. März 2021, abgerufen am 22. März 2021.
7. ↑  Deutscher Bundestag - Biografien. Abgerufen am 1. Mai 2021.
8. ↑  Niko Lamprecht: Gewinner und Verlierer im medialen Geschichtsunterricht. 2014, abgerufen am 2. April 2018.

| Personendaten    | Personendaten                       |
| ---------------- | ----------------------------------- |
| NAME             | Jung, Christian                     |
| KURZBESCHREIBUNG | deutscher Politiker (FDP), MdB, MdL |
| GEBURTSDATUM     | 20. Dezember 1977                   |
| GEBURTSORT       | Heidelberg, Deutschland             |